# Timur Zhamaletdinov
Bản mẫu:Eastern Slavic name
Timur Abdurashitovich Zhamaletdinov (tiếng Tatar: Тимур Габдрәшит улы Җамалетдинов, đã Latinh hoá: Timur Ğabdräşit ulı Camaletdinef, tiếng Nga: Тимур Абдурашитович Жамалетдинов; sinh ngày 21 tháng 5 năm 1997) là một cầu thủ bóng đá người Nga chơi ở vị trí tiền đạo cho P.F.K. CSKA Moskva.

## Sự nghiệp câu lạc bộ
Anh có màn ra mắt cho đội một của P.F.K. CSKA Moskva trong trận đấu tại Cúp quốc gia Nga trước FC Yenisey Krasnoyarsk vào ngày 21 tháng 9 năm 2016.
Anh ra mắt tại Giải bóng đá ngoại hạng Nga cho CSKA vào ngày 9 tháng 4 năm 2017 trong trận đấu với FC Krasnodar.
Vào ngày 12 tháng 9 năm 2017, anh ghi bàn thắng quyết định trong chiến thắng CSKA 2–1 trên sân khách trước Benfica tại vòng bảng Vòng bảng UEFA Champions League 2017-18.

## Thống kê sự nghiệp

### Câu lạc bộ
Tính đến trận đấu diễn ra ngày 13 tháng 5 năm 2018
| Câu lạc bộ          | Mùa giải            | Giải vô địch                | Giải vô địch | Giải vô địch | Cúp Quốc gia | Cúp Quốc gia | Châu lục | Châu lục  | Khác    | Khác      | Tổng cộng | Tổng cộng |
| Câu lạc bộ          | Mùa giải            | Hạng đấu                    | Số trận      | Bàn thắng    | Số trận      | Bàn thắng    | Số trận  | Bàn thắng | Số trận | Bàn thắng | Số trận   | Bàn thắng |
| ------------------- | ------------------- | --------------------------- | ------------ | ------------ | ------------ | ------------ | -------- | --------- | ------- | --------- | --------- | --------- |
| CSKA Moskva         | 2014–15             | Giải bóng đá ngoại hạng Nga | 0            | 0            | 0            | 0            | 0        | 0         | 0       | 0         | 0         | 0         |
| CSKA Moskva         | 2015–16             | Giải bóng đá ngoại hạng Nga | 0            | 0            | 0            | 0            | 0        | 0         | 0       | 0         | 0         | 0         |
| CSKA Moskva         | 2016–17             | Giải bóng đá ngoại hạng Nga | 4            | 0            | 1            | 0            | 0        | 0         | 0       | 0         | 5         | 0         |
| CSKA Moskva         | 2017–18             | Giải bóng đá ngoại hạng Nga | 14           | 1            | 0            | 0            | 6        | 1         | -       | -         | 20        | 2         |
| CSKA Moskva         | Tổng cộng           | Tổng cộng                   | 18           | 1            | 1            | 0            | 6        | 1         | 0       | 0         | 25        | 2         |
| Tổng cộng sự nghiệp | Tổng cộng sự nghiệp | Tổng cộng sự nghiệp         | 18           | 1            | 1            | 0            | 6        | 1         | 0       | 0         | 25        | 2         |